# Gornja Peščanica
Gornja Peščanica (em cirílico: Горња Пешчаница) é uma vila da Sérvia localizada no município de Aleksinac, pertencente ao distrito de Nišava, na região de Ponišavlje. A sua população era de 242 habitantes segundo o censo de 2011.

## Demografia
| 1948 | 1953 | 1961 | 1971 | 1981 | 1991 | 2002 | 2011 |
| ---- | ---- | ---- | ---- | ---- | ---- | ---- | ---- |
| 401  | 435  | 414  | 385  | 354  | 306  | 248  | 242  |